# الإنهاء المتأخر للحمل
الإنهاء المتأخر للحمل (بالإنجليزية: Late termination of pregnancy)‏ أو الإجهاض المتأخر للحمل (بالإنجليزية: late-term abortion)‏. الإجهاض هو انهاء الحمل الذي يُجرى خلال فترات الحمل المتأخرة. الإنهاء المتأخر للحمل هو موضوع أكثر إثارة للجدل من الإجهاض عامةً ; لأنه يؤدي إلى مقتل الجنين الذي هو في مراحل متأخره جدا وفي بعض الاحيان قادرعلى النجاة  باستقلالية. بسبب الطبيعة المعقدة والتدرج الذي يحدث في عملية نمو الجنين البشري السابق للولادة، التعريف ل”المتأخر” في هذا السياق غير دقيق. مُختلف المنشورات الطبيه ناقشت النقاط للأعمار الحملية المختلفة التي تتصل بعلاقة وطيدة بهذا الموضوع.   

## التعريف
الإنهاء المبكر للحمل في العادة يشير إلى الحمل المحفز إنهائه بعد الأسبوع العشرين من الحمل. النقطة المحددة التي يصبح عندها الحمل في مرحلة متأخرة لم يتم تعريفها بشكل واضح، بعض المصادر تعرِّف الإجهاض بعد ستة عشر أسبوعا على أنه «متأخر». توجد ثلاثة مقالات نشرت في الموضوع ذاته في عام 1998 من قبل مجلة الجمعية الطبية الامريكية لم تتفق على تعريف محدد. مقالتين من مقالات الجمعية الطبية الأمريكية حددت الأسبوع العشرين من الحمل كالنقطة التي تعتبر عندها عملية الإجهاض متأخرة. المقالة الثالثة حددت المرحلة الثالثة من الحمل أي الأسبوع السابع والعشرين من الحمل.
النقطة التي يعتبر عندها الإجهاض على انه متأخر يشار اليها «ببقاء» الجنين (القدرة على البقاء على قيد الحياة خارج الرحم). في بعض الأحيان يشار إلى الإجهاضات المتأخرة على أنها إجهاضات ما بعد البقاء. على الرغم من ذلك فإن القدرة على البقاء تتفاوت كثيرًا من حمل إلى آخر. العديد من عمليات الحمل صالحة بعد الأسبوع السابع والعشرين، ولا توجد عمليات حمل صالحة قبل الأسبوع الواحد والعشرين. وكل ما بين ذلك يعتبر في «منطقة رمادية».

## حالات

مدرج تكراري لعمليات الإجهاض وفقا للعمر الحملي في كل من إنجلترا ومنطقة ويلز أثناء عام 2019

عمليات الإجهاض في الولايات الأمريكية المتحدة وفقا للعمر الحملي، 2016. (مصدر البيانات: مراكز ضبط ومنع الأمراض)

- أستراليا: في عام 2015 جنوب أستراليا هي الولاية أو المنطقة الوحيدة التي تبقي احصاءات اجهاض مُعتمَدة. خلال عام 2012، 92٪ من الإجهاضات تم القيام بها قبل 14 اسبوع من الحمل، 6٪ من العمليات تم القيام بها بين الأسابيع 14-20، و2٪ (96 عملية) في الأسابيع المتأخرة. بين الـ96 عملية التي تم اجراؤها بعد الاسبوع الـ20، 53 من العمليات التي تم اجراؤها كان سببها اختلالات غير طبيعيه حقيقية أو محتملة.[9]
- كندا: خلال عام 2009، 29٪ من الإجهاضات المقصودة تم القيام بها قبل الاسبوع الـ8 ، 41٪، بين الاسابيع 9 و12 ، 7٪ من العمليات تم القيام بها بين الاسابيع 13 و16، و2٪ منها بعد الاسبوع الـ21.[10]
- بريطانيا وويلز: في عام 2005، 9٪ من عمليات الإجهاض تم القيام بها بين الاسابيع 13 و19 ، بينما 1٪ منها تم القيام بها بعد الاسبوع الـ20 .[11]
- نيوزلندا: في عام 2003، 2.03٪ من عمليات الإجهاض المقصودة تم القيام بها بين الاسابيع الـ 16و الـ19، و0.56٪ منها تم القيام بها بعد الاسبوع الـ20.[12]
- النرويج: في عام 2005، 2.28٪ من الإجهاضات المقصودة تم إجراؤها بين الأسابيع الـ17 والـ20 ، و0.20٪ بعد الأسبوع الـ21.[13] بين الـ15 من فبراير 2010 والـ1 من ديسمبر 2011، العدد الاجمالي وهو عشرة عمليات الإجهاض تم اجراؤها بين الاسابيع الـ22و الـ24 . والتي تم الإعلان عن أنها غير قانونية من قبل المديرية النرويجية للصحة.[14]
- سكوتلندا: في عام 2005، 6.1٪ من عمليات الإجهاض تم القيام بها بين الاسابيع الـ14 والـ17 ، بينما 1.6٪ تم القيام بها بعد الاسبوع الـ18.[15]
- السويد: في عام 2005، 5.6٪ من عمليات الإجهاض التي تم اجراؤها بين الأسابيع الـ12 ، والـ17 ، و0.8٪ تُجرى في أو بعد الاسبوع الـ18.[16]
- الولايات المتحدة الأمريكية: في عام 2003، من البيانات التي تم جمعها في المناطق التي قدمت بيانات كافية ودقيقة، وُجد أن 6.2٪ من عمليات الإجهاض التي تم اجراؤها بين الاسابيع الـ13 والـ15 ، و4.2٪ بين الأسابيع الـ16 والـ20 ، و1.4٪ في أو بعد الأسبوع الـ21.[17] لأن البحث السنوي على احصاءات الإجهاض مراكز مكافحة الأمراض واتقائها لمركز التحكم والحد من الامراض لا تحسب العمر الدقيق للحمل لعمليات الإجهاض التي تم إجراؤها بعد الأسبوع الـ20 ، ولا توجد أرقام دقيقة لعدد عمليات الإجهاض بعد القدرة على البقاء (القابلية على العيش خارج الرحم). في عام 1997، معهد قوتماتشر قدّرت عدد عمليات الإجهاض في الولايات المتحدة الأمريكية بعد الأسبوع الـ24 بـ0.08٪ أو تقريبا بـ1032 لكل عام. [18]

## الأسباب

### الولايات الأمريكية المتحدة
في عام 1987، قامت مؤسسة آلان قوتماتشر بجمع استبيانات من 1900 امرأة في الولايات المتحدة اللاتي ذهبن إلى عيادات للقيام بعمليات اجهاض. من بين 1900 استبيان 420 منهم كانوا في الأسبوع السادس عشر أو ما فوق ذلك من الحمل. تم الطلب من هؤلاء الأربعمائة وعشرون أن يختاروا من لائحة الأسباب التي لم تجعلهم يتجهوا إلى الإجهاض بشكل أبكر من حملهم.
- لم تكن تدري الامرأة بحملها أو أساءت تقدير الحمل 71٪.
- وجدت الامرأة صعوبة في إجراءات الإجهاض 48٪.
- خوف الامرأة من إخبار شريكها أو اَهلها 33٪.
- أن الامرأة أخذت وقتها في اتخاذ قرار الإجهاض 24٪.
- انتظرت الامرأة علاقتها لتتغير 8٪.
- شخص ما ضغط على المرأة بشكل كبير لتجهض 8٪.
- تغير شيء ما بعد حمل الامرأة 6٪.
- لم تكن تعي الامرأة بأهمية التوقيت 6٪.
- لم تعرف الامرأة بإمكانية الحصول على اجهاض 5٪.
- تم تشخيص مشكلة في الجنين في مرحلة متأخرة من الحمل 2٪.
- أخرى 11٪.

توجد دراسة جديدة تم اجرائها في عام 2013 أظهرت أن معظم النساء الذين يتجهون للإجهاض المتأخر يلائمون على الأقل واحدة من خمس تصنيفات: 
كانوا يقومون بتربية أطفال بمفردهم 
كانوا مصابين بالاكتئاب أو كانوا يستخدموا مواد غير مسموحة أو غير قانونية. 
كانوا في نزاع مع الشريك الذكر إو كانوا يعانوا من العنف المنزلي 
عانوا في اتخاذ القرار ثم عانوا في الوصول إلى الإجهاض وكانوا صغار في السن ولم يحملوا من قبل." 

## القيود
بدءا من عام 1998، 54 دولة (من أعلى 152 دولة استنادا على الكثافة السكانية) حظرت الإجهاض كليًا أو مشروطًا؛ بهدف حماية المرأة الحامل،
الإضافة إلى 44 دولة شرطت الإجهاض بعمر الجنين.
- 12 أسبوع (ألبانيا، أرمينيا، أذربيجان، روسيا البيضاء، بلجيكا، البوسنة والهرسك، بلغاريا، كرواتيا، كوبا، التشيك، الدنمارك، إستونيا، فرنسا، جورجيا، اليونان، كازاخستان، كيرجستان، لاتفيا، ليتوانيا، مقدونيا، مولدوفا، منغوليا، النرويج).(شروط إضافية بعد الأسبوع ال 18): روسيا، سلوفاكيا، سلوفانيا، جنوب أفريقيا، أوكرانيا، طاجكستان، تونس، تركيا، تركمنستان، أوزباكستان، يوغسلافيا).
- 13 أسبوع (إيطاليا)
- 14 أسبوع (النمسا، كمبوديا، ألمانيا، هنغاريا، رومانيا).
- 18 أسبوع (سنغافورة، بريطانيا)
- استنادًا على قدرة الجنين على البقاء: هولندا وبعض مناطق الولايات المتحدة الأمريكية.

لا توجد أي قيود في بعض الدول مثل كندا، الصين (العظمى فقط)، ڤيتنام في حال القدرة على الإجهاض. 

### الولايات الأمريكية المتحدة
قرار المحكمة العليا بالولايات الأمريكية المتحدة بخصوص الإجهاض، يتضمن روي ضد وايد، وهو قرار يسمح للولايات المختلفة أن تضع قيود أكثر للإجهاض في مراحل الحمل المتأخرة، من الإجهاض في المراحل المبكرة من الحمل.
وابتداءً من شهر ديسمبر من عام 2014. تم منع الإجهاض في المراحل المتأخرة من الحمل في اثنين وأربعين ولاية أمريكية. الذي لم يكن غير دستوري بشكل واضح أو غير مشجَّع بأمر المجلس تحت قانون روي ضد وايد. أضف إلى ذلك، أن المحكمة العليا أصدرات قرارًا في قضية قونزالوس ضد كارهارت بأن مجلس الكونغرس بإمكانه أن يمنع بعض تقنيات الإجهاض في المراحل المتأخرة من الحمل، «كلا من الإجهاض قبل دب الحياة في الجنين وبعده». 

وقد نص مجلس القضاء الأعلى أن المنع يجب أن يتضمن بعض الاستثناءات كالحالات التي تهدد حياة المرأة إن لم تجهض، أو صحتها النفسية والجسدية، ولكن أربع ولايات فقط تسمح بالإجهاض في المراحل المتأخرة من الحمل بشكل حصري عندما تكون حياة المرأة مهددة. أربعة ولايات أخرى تسمح بهذه العمليات عندما تكون حياة المرأة أو صحتها في خطر، ولكن هذه الولايات تستخدم تعريفا للصحة ضيق بشكل غير مسموح به.
ثمانية عشر ولاية أمريكية تمنع الإجهاض بعد عدد محدد من أسابيع الحمل (عادة 22 أسبوع من آخر دورة شهرية). بحيث أقام مجلس القضاء الأعلى في قضية وبستر ضد إحدى الشركات للخدمات الصحية تحت مسمى «ريبرودوكتيف هيلث» أنه من الممكن أن يتم خلق قانون ما «افتراض بقاء» بعد عدد محدد من الأسابيع، وفي هذه القضايا يجب إعطاء الطبيب فرصة لدحض هذه الافتراضات عن طريق إجراء بعض الاختبارات والتحاليل المختبرية. وذلك لأن هذه الرقابة ليست منصوصة بشكل كتابي لتشكل هذه القوانين، كما هي منصوصة بشكل حصري في قانون مدينة مازوري الذي يوجد في ويبستر، وعلى اليد الأخرى، تؤمن المنظمات التي تدعم خيار المرأة في الإجهاض أو إكمال الحمل بأن قانون مماثل يعارض الدستور بشكل مخزي، ولكن ذلك فقط «في المدى الذي يمنع الإجهاض المبكر (قبل أن ينبض قلب الطفل أو قبل أن تظهر معالم الحياة على الجنين)». 
عشر ولايات أخرى تتطلب رأي طبيب آخر لكي تؤكد الرأي الأول - وذلك بالرغم من أن الجهات الحكومية المختصة بتطبيق هذه النظم تقع تحت إنذار قضائي دائم-. وقد أزالت المحكمة القضائية العليا بالولايات الأمريكية المتحدة «نظام التأكيد، برأي طبيبين آخرين» - بدلا من طبيب واحد فقط - وذلك بنصهم أن «الرضوخ لرأي طبيب زميل، لايمتلك أي علاقة عقلانية مع احتياجات المريض وينتهك حق الطبيب في ممارسته لمهنته». وتأتي المنظمات التي تدعم خيار المرأة سواءً كان الإجهاض أو استكمال الحمل كمعهد قوتماتشر وتنظر بعض هذه القوانين الخاصة بالولاية - سواءً كانت هذه القوانين أو غيرها مما تفرضه المحكمة العليا- على أنها قوانين تخالف الدستور الأمريكي، خاصة أن هذه القوانين الخاصة بالولايات وغيرها تتطلب موافة طبيب ثاني وثالث.
ولدى ثلاثة عشر ولاية أخرى قوانين تتطلب وجود طبيب آخر أثناء عملية الإجهاض التي تتم في الأسابيع المتأخرة من الحمل، لأجل التدخل لعلاج الجنين إن ولد وعليه علامات الحياة، أو بعبارة أخرى يُجهَض حيا.وقد أقرت المحكمة أن هذه القوانين لا تنتهك حق الطبيب في أن يمارس مهنته عندما يُطلب منه تواجد طبيب آخر أثناء عمليات الإجهاض التي تتم بعد تخلق الحياة في الجنين ليساعد في إنقاذ الجنين في حال نجاته وولادته حيا.

## الأساليب
يوجد على الأقل 3 إجراءات طبية تتعلق بالإجهاض المتأخر: 
- التوسيع والتفريغ (D&E)
- حث المخاض المبكر - والتي تسمى أحيانا حث الإجهاض - .
- الإجهاض الجزئي

الإجهاض الذي يتم في حالة اضطراب الجنين يتم عن طريق الإجهاض الجزئي.
الإجهاض الاختياري يتم عادةً عن طريق التوسيع والإخلاء. 

## الإجهاض الحي
بالرغم من أن هذه الحالات نادرة، بعض النساء يتعرضن للإجهاض بعد الأسبوع 18 ويكون الجنين قادرًا على النمو.(تحدث بنسب متفاوتة اعتمادًا على الطريقة ومرحلة الحملة). 
في حال كانت نسبة الحياة ضئيلة، يوصى بقتل الجنين بعد الأسبوع 20 أو 21.